# Schlesienstadion
Schlesienstadion (polska: Stadion Śląski) är en arena i Chorzów, Polen. Den uppfördes mellan åren 1951–1956 och hade en kapacitet på över 100 000 åskådare varav 80 000 ståplatser. Arenan renoverades 2009–2017 och har en kapacitet på 55 211 åskådare (enbart sittplatser).